# 特製笑い飯・ボケしろデラックス!
特製笑い飯・ボケしろデラックス!とは、MBSで2004年12月に放送された。笑い飯の西田と哲夫がVTRなどで自身のボケを披露する単発の特別番組である。

## 概要
- 西田と哲夫がそれぞれのボケを披露し、審査員が評価する。評価は米びつから出された米の量により行う。
- 審査員の持ち点は3合(最終対決のみ5合、ただし米びつのボタンが3合までなので必ず一方が3合、他方が2合となる)。
- ラストに漫才を行う。敗者はボケる事ができず、ツッコミ役をしなければならない。

## 対決内容

### 第1対決
- ｢大改造!!劇的ビフォーアフター｣のパロディ。とある家をリフォームするが、とんでもないところに風呂を作るなどそこでボケる。

### 第2対決
- ｢世界の中心で、愛をさけぶ｣のパロディ。劇中に登場する人物となり、アドリブでボケる。

### 第3対決
- 西田、哲夫がそれぞれのボケVTRを撮影し、その内容を審査する。
- 西田は｢披露宴レポート｣を行った。(学生服姿の西田が、披露宴に参加して、そのときにボケる。内容は｢ガイコツダンスを踊る｣｢キャンドルサービスの火を吹き消す｣など。最後には新婦の父が新婦の手紙に感動し、新郎の親族に｢娘を返せ｣と喧嘩になり、それを西田が止めると言うものだった。)
- 哲夫は｢哲夫の一日｣を行った。(哲夫が朝起きてから夜寝るまでの一日を撮影したもので、｢温泉卵で目玉焼き｣｢バッティングセンターで飛んでくるボールをグローブで取る｣など随所にボケが計100箇所入っている。)

## 出演者

### 司会
友近

### 審査員
木村祐一、松嶋初音、クロード・チアリ